# Podklasztorze (Sulejów)
Podklasztorze – prawobrzeżna część miasta Sulejów w województwie łódzkim, w powiecie piotrkowskim. Znajduje się tu Opactwo Cystersów w Sulejowie.

## Historia
Podklasztorze to dawna wieś przyklasztorna. W latach 1867–1954 należała do gminy Owczary w powiecie opoczyńskim, początkowo w guberni kieleckiej, a od 1919 w woj. kieleckim. Tam 4 listopada 1933 utworzyła gromadę o nazwie Podklasztorze w gminie Owczary, składającą się z wsi Podklasztorze, wsi Podklasztorze Sulejowskie, osady Podklasztorze Sulejowskie, wsi Obdzierz, osady Radońka, osady Sieczka oraz części lasu państwowego nadleśnictwa Błogie. 1 kwietnia 1939 wraz z resztą powiatu opoczyńskiego została włączona do woj. łódzkiego.
Na uwagę zasługuje fakt, iż mimo że Podklasztorze leżało tuż obok historycznej części Sulejowa na tym samym brzegu Pilicy, miejscowości należały do różnych powiatów (Sulejów do powiatu piotrkowskiego, a Podklasztorze do opoczyńskiego), a do 1939 roku i po 1950 roku także do różnych województw (Sulejów zawsze do łódzkiego, a Podklasztorze głównie do kieleckiego, poza okresem 1939–1950 kiedy to należało do łódzkiego).
Podczas II wojny światowej włączona do Generalnego Gubernatorstwa (dystrykt radomski, powiat tomaszowski), nadal jako gromada w gminie Owczary, licząca w 1943 roku 325 mieszkańców. Po wojnie początkowo w województwie łódzkim, a od 6 lipca 1950 ponownie w województwa kieleckim, jako jedna z 5 gromad gminy Owczary w reaktywowanym powiecie opoczyńskim.
W związku z reformą znoszącą gminy jesienią 1954 roku, Podklasztorze włączono do nowo utworzonej gromady Podklasztorze, która przetrwała do końca 1972 roku, czyli do kolejnej reformy gminnej.
W związku z kolejną reformą administracyjną w 1973 roku Podklasztorze weszło w skład nowej gminy Mniszków w powiecie opoczyńskim w województwie kieleckim. Stan ten przetrwał do 31 maja 1975. Od 1 czerwca 1975 Podklasztorze należało do województwa piotrkowskiego.
1 lutego 1977 Podklasztorze wyłączono z gminy Mniszków, włączając je do Sulejowa.